# 1978年の日本
1978年の日本（1978ねんのにほん）では、1978年（昭和53年）の日本の出来事・流行・世相などについてまとめる。

## 他の紀年法
日本では、西暦の他にも以下の紀年法を使用している。なお、以下の紀年法は西暦と月日が一致している。
- 元号
  - 昭和53年
- 神武天皇即位紀元
  - 皇紀2638年
- 干支
  - 戊午（つちのえ うま）

## カレンダー
| 1月 |    |    |    |    |    |    |
| 日  | 月 | 火 | 水 | 木 | 金 | 土 |
| 1   | 2  | 3  | 4  | 5  | 6  | 7  |
| 8   | 9  | 10 | 11 | 12 | 13 | 14 |
| 15  | 16 | 17 | 18 | 19 | 20 | 21 |
| 22  | 23 | 24 | 25 | 26 | 27 | 28 |
| 29  | 30 | 31 |    |    |    |    |
|     |    |    |    |    |    |    |

| 2月 |    |    |    |    |    |    |
| 日  | 月 | 火 | 水 | 木 | 金 | 土 |
|     |    |    | 1  | 2  | 3  | 4  |
| 5   | 6  | 7  | 8  | 9  | 10 | 11 |
| 12  | 13 | 14 | 15 | 16 | 17 | 18 |
| 19  | 20 | 21 | 22 | 23 | 24 | 25 |
| 26  | 27 | 28 |    |    |    |    |
|     |    |    |    |    |    |    |

| 3月 |    |    |    |    |    |    |
| 日  | 月 | 火 | 水 | 木 | 金 | 土 |
|     |    |    | 1  | 2  | 3  | 4  |
| 5   | 6  | 7  | 8  | 9  | 10 | 11 |
| 12  | 13 | 14 | 15 | 16 | 17 | 18 |
| 19  | 20 | 21 | 22 | 23 | 24 | 25 |
| 26  | 27 | 28 | 29 | 30 | 31 |    |
|     |    |    |    |    |    |    |

| 4月 |    |    |    |    |    |    |
| 日  | 月 | 火 | 水 | 木 | 金 | 土 |
|     |    |    |    |    |    | 1  |
| 2   | 3  | 4  | 5  | 6  | 7  | 8  |
| 9   | 10 | 11 | 12 | 13 | 14 | 15 |
| 16  | 17 | 18 | 19 | 20 | 21 | 22 |
| 23  | 24 | 25 | 26 | 27 | 28 | 29 |
| 30  |    |    |    |    |    |    |
|     |    |    |    |    |    |    |

| 5月 |    |    |    |    |    |    |
| 日  | 月 | 火 | 水 | 木 | 金 | 土 |
|     | 1  | 2  | 3  | 4  | 5  | 6  |
| 7   | 8  | 9  | 10 | 11 | 12 | 13 |
| 14  | 15 | 16 | 17 | 18 | 19 | 20 |
| 21  | 22 | 23 | 24 | 25 | 26 | 27 |
| 28  | 29 | 30 | 31 |    |    |    |
|     |    |    |    |    |    |    |

| 6月 |    |    |    |    |    |    |
| 日  | 月 | 火 | 水 | 木 | 金 | 土 |
|     |    |    |    | 1  | 2  | 3  |
| 4   | 5  | 6  | 7  | 8  | 9  | 10 |
| 11  | 12 | 13 | 14 | 15 | 16 | 17 |
| 18  | 19 | 20 | 21 | 22 | 23 | 24 |
| 25  | 26 | 27 | 28 | 29 | 30 |    |
|     |    |    |    |    |    |    |

| 7月 |    |    |    |    |    |    |
| 日  | 月 | 火 | 水 | 木 | 金 | 土 |
|     |    |    |    |    |    | 1  |
| 2   | 3  | 4  | 5  | 6  | 7  | 8  |
| 9   | 10 | 11 | 12 | 13 | 14 | 15 |
| 16  | 17 | 18 | 19 | 20 | 21 | 22 |
| 23  | 24 | 25 | 26 | 27 | 28 | 29 |
| 30  | 31 |    |    |    |    |    |
|     |    |    |    |    |    |    |

| 8月 |    |    |    |    |    |    |
| 日  | 月 | 火 | 水 | 木 | 金 | 土 |
|     |    | 1  | 2  | 3  | 4  | 5  |
| 6   | 7  | 8  | 9  | 10 | 11 | 12 |
| 13  | 14 | 15 | 16 | 17 | 18 | 19 |
| 20  | 21 | 22 | 23 | 24 | 25 | 26 |
| 27  | 28 | 29 | 30 | 31 |    |    |
|     |    |    |    |    |    |    |

| 9月 |    |    |    |    |    |    |
| 日  | 月 | 火 | 水 | 木 | 金 | 土 |
|     |    |    |    |    | 1  | 2  |
| 3   | 4  | 5  | 6  | 7  | 8  | 9  |
| 10  | 11 | 12 | 13 | 14 | 15 | 16 |
| 17  | 18 | 19 | 20 | 21 | 22 | 23 |
| 24  | 25 | 26 | 27 | 28 | 29 | 30 |
|     |    |    |    |    |    |    |

| 10月 |    |    |    |    |    |    |
| 日   | 月 | 火 | 水 | 木 | 金 | 土 |
| 1    | 2  | 3  | 4  | 5  | 6  | 7  |
| 8    | 9  | 10 | 11 | 12 | 13 | 14 |
| 15   | 16 | 17 | 18 | 19 | 20 | 21 |
| 22   | 23 | 24 | 25 | 26 | 27 | 28 |
| 29   | 30 | 31 |    |    |    |    |
|      |    |    |    |    |    |    |

| 11月 |    |    |    |    |    |    |
| 日   | 月 | 火 | 水 | 木 | 金 | 土 |
|      |    |    | 1  | 2  | 3  | 4  |
| 5    | 6  | 7  | 8  | 9  | 10 | 11 |
| 12   | 13 | 14 | 15 | 16 | 17 | 18 |
| 19   | 20 | 21 | 22 | 23 | 24 | 25 |
| 26   | 27 | 28 | 29 | 30 |    |    |
|      |    |    |    |    |    |    |

| 12月 |    |    |    |    |    |    |
| 日   | 月 | 火 | 水 | 木 | 金 | 土 |
|      |    |    |    |    | 1  | 2  |
| 3    | 4  | 5  | 6  | 7  | 8  | 9  |
| 10   | 11 | 12 | 13 | 14 | 15 | 16 |
| 17   | 18 | 19 | 20 | 21 | 22 | 23 |
| 24   | 25 | 26 | 27 | 28 | 29 | 30 |
| 31   |    |    |    |    |    |    |
|      |    |    |    |    |    |    |

## 在職者
- 天皇: 裕仁
- 内閣総理大臣: 福田赳夫（自由民主党）、12月7日より大平正芳（自由民主党）
- 内閣官房長官: 安倍晋太郎（自由民主党）、12月7日より田中六助（自由民主党）
- 最高裁判所長官: 岡原昌男
- 衆議院議長: 保利茂（自由民主党）
- 参議院議長: 安井謙（自由民主党）
- 国会: 第84回 (常会, 1月21日-6月16日)、第85回 (臨時会, 9月18日-10月21日)、第86回 (臨時会, 12月6日-12日)

## できごと

### 1月
- 1月7日 - テレビ朝日、人気時代劇『暴れん坊将軍』放送開始。
- 1月10日 - 東京都世田谷区経堂のアパートで警視庁北沢署の巡査が巡回連絡に託けて居室に侵入、住人の女子大生を殺害[書籍 1]。
- 1月14日 - 伊豆大島近海の地震発生。マグニチュード7.0[書籍 2][書籍 1]。
- 1月18日 - 公共広告機構（現：ACジャパン）が東京事務局（現：本部）を設置。
- 1月19日 - TBS、人気音楽番組『ザ・ベストテン』放送開始。
- 1月27日 - 札幌市の札幌中島スポーツセンターで行われたイギリスのロックバンド・レインボーのコンサートで観客が将棋倒しとなり、19歳の女子大生がその下敷きとなり死亡する事故が発生。

### 2月
- 2月6日 - 三菱自動車工業が同社初のFF車「ミラージュ」を発売(新販売店カープラザが発足。3月には「エテルナΣ」/「エテルナΛ」も発売)。
- 2月12日 - 滋賀県野洲町（現・野洲市）で、野洲中学校の男子生徒2人が就寝中の同級生4人を、刃物や木刀で襲い、1人を殺害、2人に重傷を負わせる事件が発生。
- 2月20日 - 永大産業が会社更生法を申請し倒産、負債総額は1,800億円と戦後最大級[書籍 3]。
- 2月28日 - 営団地下鉄東西線の東京都江戸川区内の南砂町 - 葛西間の鉄橋で走行中の列車が強風で脱線転覆し、乗客21人が重軽傷[書籍 3]。

### 3月
- 3月14日 - 日本で全国飴菓子工業協同組合（全飴協）が「キャンディを贈る日」としてホワイトデーを制定（2年後の1980年より本格スタート）。
- 3月16日 - 札幌市営地下鉄南北線延長部(麻生駅 - 北24条駅間)開業[書籍 4]。
- 3月26日
  - 社会民主連合結成[書籍 5][書籍 6]。
  - 成田空港管制塔占拠事件おこる[書籍 2][書籍 6]。
- 3月27日 - 第50回選抜高等学校野球大会が開幕。
- 3月28日 - 阪神電鉄元社長で阪神タイガース元オーナーの野田誠三が死去。
- 3月30日
  - 東洋工業がスポーツクーペ「サバンナRX-7」を発売[書籍 7]。
  - 第50回選抜高等学校野球大会の大会4日目の第3試合・前橋高校対比叡山高校の試合で、前橋の松本稔が大会史上初の完全試合を達成。
- 3月31日 - 営団地下鉄千代田線の代々木公園駅 - 代々木上原駅間が開業して千代田線が全線開通、同時に小田急小田原線の本厚木駅までの相互直通運転を開始[書籍 6]。

### 4月
- 4月1日 - 桃屋が日本初の2倍濃縮つゆ「つゆ 大徳利」を発売。
- 4月3日 - ヤクルト本社が「ミルミル」を発売。
- 4月4日
  - キャンディーズが後楽園球場でのコンサート「ファイナルカーニバル」をもって解散[書籍 8]。
  - 大洋の新本拠地、横浜スタジアムが完成。
- 4月5日
  - 大阪府藤井寺市の三ツ塚古墳から古墳時代の修羅が出土する[書籍 2]。
  - クオークの前身となる西日本総合信用設立。
  - ココスジャパンの前身となる株式会社ろびんふっど設立。
- 4月6日
  - 東京都豊島区東池袋に60階建の超高層ビル「サンシャイン60」が開館[書籍 2][書籍 9]。
  - 第50回選抜高等学校野球大会の決勝戦が阪神甲子園球場で行われ、静岡県の浜松商が福井県の福井商に3-0で勝利し、初優勝。

### 5月
- 5月1日
  - シチズン時計が「エクシード　ゴールド」を発売[書籍 10]。
  - 東京重機工業が「電子フローラ」を発売。
- 5月8日
  - 日産自動車が「パルサー」を発売。
  - 日本テレビ系「月曜スター劇場」枠にて、宇津井健主演のテレビドラマ『たんぽぽ』（第5シリーズ）[注 1]が放送開始（ - 10月30日。全26回）。シリーズ最終作。1973年のスタート以来、5年間、シリーズ全5作が制作された。
- 5月10日 - 拓殖大学応援団リンチ事件[書籍 11]。
- 5月17日 - エルサルバドルでインシンカ社社長・松本不二雄が誘拐される(半年後に遺体で発見)[書籍 12]。
- 5月18日 - 新潟県・妙高高原で土砂崩れ、死者13人[書籍 13]。
- 5月20日
  - 福岡県での旱魃のため、福岡市でこの日から給水制限開始[書籍 14]。翌年3月24日まで287日間にわたり続いた。
  - 千葉県成田市に新東京国際空港（現・成田国際空港）開港[書籍 6]。
- 5月21日 - 新東京国際空港開港後の第1便が着陸。ホテル日航成田と京成本線京成成田駅 - 成田空港駅（現東成田駅）、新空港自動車道が開業。空港連絡列車「スカイライナー」の運行開始。
- 5月31日 - 西山事件に関して最高裁判所が被告人の上告を棄却。西山太吉記者の有罪が確定。

### 6月
- 6月1日 - 北海道の礼文島に礼文空港が開港。
- 6月2日 - 東京発大阪行きの日本航空115便が大阪国際空港での着陸時に機体後部を滑走路に接触させる（尻もち事故）[書籍 15]。この機体（JA8119）は後の1985年8月12日に発生する日本航空123便墜落事故と同一機である。
- 6月12日 - 宮城県沖地震[書籍 2][書籍 16]。
- 6月25日 - サザンオールスターズがビクター音楽産業から『勝手にシンドバッド』でメジャーデビュー。

### 7月
- 7月1日 - 静岡県民放送（通称：静岡けんみんテレビ、現：静岡朝日テレビ）開局。
- 7月5日
  - 農林水産省が発足（農林省を改称）[書籍 5][書籍 17]。
  - 「黒い花びら」で第1回日本レコード大賞を受賞した歌手の水原弘が死去[書籍 18]。
- 7月6日 - 東京都港区六本木の俳優座劇場で天皇劇公演中止事件が発生。
- 7月7日 - 地村保志・浜本富貴恵拉致事件（この後、7月から8月にかけてアベック失踪事件が相次いで起こる）
- 7月17日 - 京都府西陣警察署（現：上京警察署）の拳銃保管庫から、同署所属の巡査が保管していた拳銃1丁が盗まれる事件が発生、拳銃は22日に六孫王神社の境内から発見される。犯行は同署の巡査部長・廣田雅晴（当時、十二坊派出所配属）によるもので、廣田は23日に窃盗容疑で逮捕された[1]。その後、廣田はこの拳銃を用いた郵便局強盗事件などを起こしていたことも判明し、強盗傷人・強盗未遂などの罪にも問われることとなった[2]。一連の不祥事を受け、京都府警本部長の佃泰は8月18日付で引責辞任[3]。廣田は1981年（昭和56年）に大阪高裁で懲役7年の実刑判決を受けたが[2]、1984年（昭和59年）8月30日に加古川刑務所を仮出所すると、その5日後（9月4日）に十二坊派出所の巡査を殺害して拳銃を奪い、その拳銃を用いて大阪市都島区の消費者金融店で強盗殺人事件を起こした[4]。廣田は刑事裁判により、1998年（平成10年）に死刑判決が確定している[5]。

- 7月25日
  - 昭和歌謡の大御所として知られた作曲家の古賀政男が死去。
  - 鹿島臨海鉄道鹿島臨港線（一部区間は国鉄鹿島線）鹿島神宮駅 - 鹿島港南駅間で旅客営業を開始。新東京国際空港の航空燃料輸送に対する地元への見返りであった。
- 7月30日 - 沖縄県で730と呼ばれる交通ルールの変更を実施。米軍統治時代の自動車右側通行から、本土と同じ自動車左側通行に変更[書籍 2][書籍 19]。

### 8月
- 8月 - 東洋水産が「マルちゃん赤いきつねうどん」を発売（姉妹品の『緑のたぬき天そば』は1980年発売）。
- 8月1日
  - 郵便貯金がオンライン化[書籍 20]。
  - 営団地下鉄半蔵門線の渋谷駅 - 青山一丁目駅間が開通[書籍 20]。
- 8月4日 - 古賀政男に史上2人目となる国民栄誉賞が贈られる[書籍 21]。
- 8月6日 - 阪神甲子園球場で第60回全国高等学校野球選手権大会が開幕。60回を記念して49校が参加。翌年夏以降49校代表制が本格化される。
- 8月12日 - 日中平和友好条約調印[書籍 5][書籍 22]。
- 8月20日 - 第60回全国高等学校野球選手権大会の決勝戦が甲子園において行われ、大阪府のPL学園が高知県の高知商に3-2でサヨナラ勝ちし初優勝。
- 8月21日 - トヨタ自動車が同社初のFF車「ターセル」/「コルサ」を発売。
- 8月23日 - エースコックがおみくじ付きのカップ麺「焼豚ラーメン 大吉」を発売（現在は北海道限定商品）。
- 8月26日 - 日本テレビ、開局25周年記念番組『24時間テレビ 「愛は地球を救う」』放送開始[書籍 23]。
- 8月30日 - 巨人の王貞治選手が後楽園球場の大洋戦で800号本塁打を達成。
- 8月31日
  - フォーリーブスが東京厚生年金会館でのコンサートをもって解散。
  - 阪急の今井雄太郎が宮城球場で行われた対ロッテ戦で完全試合を達成（パ・リーグでこの次に完全試合を達成するのは2022年4月、ロッテの佐々木朗希で相手は阪急の後継球団のオリックス）。

### 9月
- 9月1日 - 東急ハンズ一号店が東京・渋谷区に開店。
- 9月17日 - 北恵那鉄道がこの日限りで廃止。
- 9月18日 - 八重洲ブックセンターが開店[書籍 2][書籍 24]。
- 9月19日 - 毎日新聞が埼玉県の稲荷山古墳出土鉄剣に「ワカタケル大王」（雄略天皇）の名が刻まれていたと報道[書籍 25]。
- 9月26日 - 東芝が世界初の日本語ワードプロセッサJW-10発表（翌年2月発売）[書籍 25]。
- 9月28日 - 日本テレビが世界初の音声多重放送（音声多重実用化試験放送）を開始。以降、NHK総合テレビやTBS、フジテレビなども音声多重放送を順次開始。
- 9月30日 - 日本初の路面電車である京都市電がこの日限りで全線廃止[書籍 25]。

### 10月
- 10月2日
  - 国鉄の全国ダイヤ改正（通称ゴーサントオ）。紀勢西線電化など。
  - 名神高速道路の岐阜県関ケ原町で一部線形改良。
- 10月4日 - セ・リーグで優勝経験のなかったヤクルトが球団創立29年目で初優勝を決める[書籍 26]。決定後、ファンがグラウンドになだれ込み広岡達朗監督を胴上げ。
- 10月7日 - 歌手、南沙織が調布市民福祉会館でのコンサートをもって引退。
- 10月12日 - 西武グループの国土計画がクラウンライターライオンズを買収し、球団名を西武ライオンズとし、本拠地も福岡市から埼玉県所沢市に移転することを発表[書籍 27]。
- 10月16日
  - 原子力船「むつ」が長崎県・佐世保港に入港[書籍 28]。
  - 青木功が世界マッチプレー選手権で初優勝[書籍 28]。
- 10月22日 - 日本シリーズ第7戦でヤクルトの大杉勝男選手が阪急の足立光宏投手から打った本塁打の判定をめぐり、阪急の上田利治監督が抗議。1時間19分にわたり試合中断（疑惑の本塁打）。阪急側が抗議を取り下げ本塁打が認められ、ヤクルトは4-0で阪急を下し、球団初のリーグ優勝に続き球団初の日本一を達成[書籍 29]。阪急の上田利治監督はシリーズ終了後辞任し、後任に梶本隆夫ヘッドコーチが昇格)。

### 11月
- 11月1日 - 長戸大幸が月光恵亮、織田哲郎、亜蘭知子らと音楽制作会社ビーイングを設立する。
- 11月13日 - 日産自動車が「バネット」を発売(発売当初は「サニーバネット」と「チェリーバネット」。1982年には派生車の「バネットラルゴ」を発売)。
- 11月21日 - 前年のドラフト会議でクラウンから1位指名を受けながら入団を拒否していた江川卓がドラフト会議前日に巨人と入団契約を結ぶ[書籍 30]。ドラフト会議で獲得した交渉権が翌年のドラフト会議前日に消滅することを利用したもので、「空白の一日」と呼ばれた。
- 11月24日 - 本田技研工業が2ドアクーペ「プレリュード」を発売(同時にベルノ店設立)。

### 12月
- 12月7日 - 第1次大平内閣発足[書籍 5][書籍 31]。
- 12月12日 - 能勢電鉄日生線が開業。
- 12月21日 - 都営地下鉄新宿線の岩本町駅 - 東大島駅間が開業[書籍 32]。
- 12月28日 - 俳優、田宮二郎が猟銃自殺[書籍 33][雑誌 1]。

## 文化と芸術

### 建築
竣工
- 6月1日　-　東京都新宿区西新宿に地上50階、地下5階 塔屋3階の新宿野村ビルがオープン。

解体

### 出版

#### 文学
芥川賞
- 第79回(1978年上半期) - 高橋揆一郎『伸予』、高橋三千綱 『九月の空』
- 第80回(1978年下半期) - 該当作品なし

直木賞
- 第79回(1978年上半期) - 津本陽『深重の海』、色川武大『離婚』
- 第80回(1978年下半期) - 宮尾登美子『一絃の琴』、有明夏夫『大浪花諸人往来』

ベストセラー
- 有吉佐和子『和宮様御留』
- 城山三郎『黄金の日日』
- 中沢けい『海を感じる時』
- 宮脇俊三『時刻表2万キロ』

### 音楽
- UFO(ピンク・レディー)
- サウスポー(ピンク・レディー)
- モンスター(ピンク・レディー)
- 透明人間(ピンク・レディー)
- 君のひとみは10000ボルト(堀内孝雄)
- わかれうた(中島みゆき)
- しあわせ芝居(桜田淳子)
- リップスティック(桜田淳子)
- あんたのバラード(世良公則&ツイスト)
- 宿無し(世良公則&ツイスト)
- 銃爪(世良公則&ツイスト)
- わな(キャンディーズ)
- 微笑がえし(キャンディーズ)
- 勝手にシンドバッド(サザンオールスターズ)
- 時間よ止まれ(矢沢永吉)
- 乙女座 宮(山口百恵)
- プレイバックPart2(山口百恵)
- 絶体絶命(山口百恵)
- 冬の稲妻(アリス)
- 涙の誓い(アリス)
- ジョニーの子守唄(アリス)
- Mr.サマータイム(サーカス)
- 迷い道(渡辺真知子)
- かもめが翔んだ日(渡辺真知子)
- ブルー(渡辺真知子)
- 飛んでイスタンブール(庄野真代)
- モンテカルロで乾杯(庄野真代)
- 東京ららばい(中原理恵)
- てぃーんず ぶるーす(原田真二)
- キャンディ(原田真二)
- タイム・トラベル(原田真二)
- この空を飛べたら(加藤登紀子)
- 冬が来る前に(紙ふうせん)
- 季節の中で(松山千春)
- カナダからの手紙(平尾昌晃＆畑中葉子)
- かもめはかもめ(研ナオコ)
- 窓ガラス(研ナオコ)
- ブーツをぬいで朝食を(西城秀樹)
- 炎(西城秀樹)
- ブルースカイ ブルー(西城秀樹)
- バイブレーション (胸から胸へ)(郷ひろみ)
- 林檎殺人事件(郷ひろみ＆樹木希林)
- グッド・ラック(野口五郎)
- サムライ(沢田研二)
- ダーリング(沢田研二)
- ヤマトより愛をこめて(沢田研二)
- LOVE (抱きしめたい)(沢田研二)
- たそがれマイ・ラブ(大橋純子)
- さよならだけは言わないで(五輪真弓)
- みずいろの雨(八神純子)
- 夏のお嬢さん(榊原郁恵)
- そんな女のひとりごと(増位山太志郎)
- 北国の春（千昌夫）
- 狼なんか怖くない(石野真子)
- 時代遅れの恋人たち(中村雅俊)/日本テレビ系「ゆうひが丘の総理大臣」主題歌
- ドール(太田裕美)
- イエロー・マジック・オーケストラ(イエロー・マジック・オーケストラ)

### 演劇
宝塚歌劇団

### 映画
- 2月25日 - 『未知との遭遇』日本公開
- 6月17日 - 『冬の華』公開
- 6月30日 - 『スター・ウォーズ』(エピソード4)日本公開

その他の公開作品
- 『宇宙からのメッセージ』(深作欣二監督(東映))
- 『皇帝のいない八月』(山本薩夫監督(松竹))
- 『火の鳥』(手塚治虫原作、市川崑監督(東宝))

### テレビ
ドラマ
- 大河ドラマ「黄金の日日」(NHK、出演：市川染五郎 (6代目)、根津甚八、川谷拓三、栗原小巻)
- 連続テレビ小説「おていちゃん」(NHK、4月3日 - 9月30日)
- 連続テレビ小説「わたしは海」(NHK、10月2日 - 1979年3月31日)
- 「大追跡」(日本テレビ、4月4日 - 9月26日、出演：加山雄三、沖雅也、柴田恭兵、長谷直美、藤竜也)
- 「たんぽぽ」(日本テレビ、5月8日 - 10月30日、出演：宇津井健)
- 「コメットさん」(TBS、6月12日 - 1979年9月24日、出演：大場久美子)
- 「西遊記」(日本テレビ、10月1日-1979年4月1日、出演：堺正章、夏目雅子)
- 「熱中時代」(日本テレビ、10月6日-1979年3月30日、出演：水谷豊)
- 「ゆうひが丘の総理大臣」(日本テレビ、10月11日 - 1979年10月10日、出演：中村雅俊、由美かおる、神田正輝、宍戸錠、名古屋章)
- 「ムー一族」(TBS水曜劇場、出演：伊東四朗、渡辺美佐子、郷ひろみ、清水健太郎、樹木希林)
- 「白い巨塔」(フジテレビ、7月1日 - 1979年1月。出演：田宮二郎、山本学)
- 「大空港」(フジテレビ、7月3日 - 1980年3月24日。出演：鶴田浩二)
- 「吉宗評判記 暴れん坊将軍」(テレビ朝日、1月7日 - 1982年5月1日、主演：松平健)第1シリーズ

バラエティー・情報番組
- 「ウルトラアイ」(NHK、5月8日 - 1986年3月17日)
- 「600 こちら情報部」(NHK、4月 - 1984年3月)
- 「日曜夕刊!こちらデスク」(テレビ朝日、4月2日 - 1982年9月26日)

音楽番組
- 「ザ・ベストテン」(TBS、1月19日 - 1989年9月28日)

教養番組
- 「てれび博物館 それってホント!?」（東海テレビ、3月5日 - 2006年3月19日）

特別番組
- 「24時間テレビ 「愛は地球を救う」」(日本テレビ)第1回放送

特撮
- 「透明ドリちゃん」(テレビ朝日、1月7日 - 7月1日 制作・東映)
- 「宇宙からのメッセージ 銀河大戦」(テレビ朝日、7月8日 - 1979年1月27日 制作・東映)
- 「スパイダーマン」(東京12チャンネル 制作・東映)
- 「UFO大戦争 戦え! レッドタイガー」(東京12チャンネル)
- 「ふしぎ犬トントン」(フジテレビ 制作・国際放映)
- 「スターウルフ」(円谷プロダクション)
- 「恐竜戦隊コセイドン」(円谷プロダクション)

開局
- 静岡県民放送(SKT、通称：静岡けんみんテレビ、ANN)※1993年10月1日、社名と略称が静岡朝日テレビ(SATV)に変更。

### アニメ
アニメーション映画
- 8月5日 - 『さらば宇宙戦艦ヤマト　愛の戦士たち』公開
- 12月16日 - 『ルパン三世』公開

テレビアニメ
- 1月1日 「ペリーヌ物語」放映開始
- 2月12日 「すばらしい世界旅行 恐竜王国の興亡」放映開始
- 3月6日 「魔女っ子チックル」放映開始
- 3月14日 「宇宙海賊キャプテンハーロック」放映開始
- 4月1日 「闘将ダイモス」放映開始
- 4月2日 「SF西遊記スタージンガー」放映開始
- 4月4日 「未来少年コナン」放映開始
- 4月10日 「一球さん」放映開始
- 5月6日 「まんがはじめて物語」放映開始
- 5月19日 「野球狂の詩」放映開始
- 6月3日 「無敵鋼人ダイターン3」、「はいからさんが通る」放映開始
- 7月4日 「星の王子さま プチ・プランス(星の王子さま参照)」放映開始
- 7月27日 「宇宙魔神ダイケンゴー」放映開始
- 9月14日 「銀河鉄道999」放映開始
- 10月1日 「科学忍者隊ガッチャマンII」放映開始
- 10月6日 「まんがこども文庫」放映開始
- 10月8日 「宝島」放映開始
- 10月14日 「宇宙戦艦ヤマト2」、「新エースをねらえ！(エースをねらえ!)参照」放映開始
- 10月24日 「ピンクレディー物語 栄光の天使たち」放映開始
- 11月7日 「キャプテンフューチャー」放映開始

### コマーシャル
| キャッチフレーズなど                       | 商品名など                   | メーカー       | 出演者                                   | 音楽                 | ロケ地               |
| ------------------------------------------ | ---------------------------- | -------------- | ---------------------------------------- | -------------------- | -------------------- |
| -                                          | 自転車                       | 松下電器       | 三浦友和                                 | -                    | -                    |
| いい日旅立ち                               | -                            | 日本国有鉄道   | 山口百恵                                 | 山口百恵・谷村新司   | 紀勢本線（和歌山県） |
| 君のひとみは10000ボルト                    | 化粧品                       | 資生堂         | ルーシー島田                             | 堀内孝雄             | -                    |
| Mr.サマータイム                            | 化粧品                       | カネボウ化粧品 | 服部まこ                                 | サーカス             | -                    |
| あんたが主役                               | サントリービール純生         | サントリー     | 加山雄三・旭國斗雄・麒麟児和春・樹木希林 | -                    | -                    |
| コ・マ・オ・ク・リ・モ・デ・キ・マ・ス・ヨ | マックロード（ビデオデッキ） | 松下電器       | 仲本工事                                 | -                    | -                    |
| ♪やっぱり俺は〜菊正宗〜                    | 菊正宗                       | 菊正宗酒造     | -                                        | 中村八大・西田佐知子 | -                    |

#### コンピューターゲーム
アーケードゲーム
- スペースインベーダー、タイトーから発売される。

## スポーツ

### 総合競技大会
- 第33回国民体育大会 (やまびこ国体)

### 各競技

#### 野球
- プロ野球
  - セ・リーグ優勝　ヤクルトスワローズ
  - パ・リーグ優勝　阪急ブレーブス
  - 日本シリーズ優勝　ヤクルトスワローズ(4勝3敗)
- 高校野球
  - 春優勝　浜松商(静岡県)
  - 夏優勝　PL学園(大阪府)

#### 相撲
大相撲(幕内最高優勝)
- 初場所　北の湖敏満
- 春場所　北の湖敏満
- 夏場所　北の湖敏満
- 名古屋場所　北の湖敏満
- 秋場所　北の湖敏満
- 九州場所　若乃花幹士

#### プロレス
- 世界最強タッグ決定リーグ戦優勝ジャイアント馬場&ジャンボ鶴田(師弟タッグ)組(1回目)

## 誕生

### 1月
- 1月2日 - 豊口めぐみ、声優
- 1月6日 - 山北茂利、プロ野球選手
- 1月6日 - Reina、歌手（MAX）
- 1月6日 - つじあやの、シンガーソングライター
- 1月6日 - 森本学、プロ野球選手
- 1月7日 - 今宿麻美、ファッションモデル、女優
- 1月9日 - 高野八誠、俳優
- 1月9日 - 北川智規、プロ野球選手
- 1月10日 - 三橋加奈子、声優
- 1月11日 - 浜口京子、レスリング選手
- 1月11日 - あさみちゆき、歌手
- 1月12日 - 足立陽、小説家
- 1月12日 - 小田切ジュン、AV男優
- 1月15日 - 山崎バニラ、活動弁士、声優
- 1月16日 - 大岩永徳、俳優
- 1月17日 - 金子貴俊、俳優、タレント
- 1月17日 - 鈴平ひろ、原画家、イラストレーター
- 1月21日 - 斉藤正行、介護コンサルタント、実業家、評論家。
- 1月21日 - 西山繭子、女優
- 1月23日 - 津村記久子、小説家
- 1月23日 - 片岡昭吾、野球選手
- 1月24日 - 明神智和、元サッカー選手
- 1月25日 - 菅原卓磨、俳優
- 1月26日 - 来栖あつこ、女優
- 1月27日 - 雛形あきこ、女優、タレント
- 1月27日 - 井本貴史、お笑い芸人 （ライセンス）
- 1月28日 - 福世恵梨奈、元ワンギャル
- 1月29日 - 宗政美貴、元ワンギャル
- 1月30日 - 板倉俊之、お笑い芸人（インパルス）
- 1月30日 - 梅津弥英子、フジテレビアナウンサー

### 2月
- 2月1日 - 高木洋一郎 ミュージシャン、歌手、作曲家、作詞家
- 2月1日 - 平下晃司、プロ野球選手
- 2月1日 - 風吹あきら、AV女優
- 2月3日 - 増沢由貴子(旧姓牧原)、騎手
- 2月3日 - 中屋大介、政治家
- 2月4日 - 川口真五、俳優
- 2月7日 - DJ SUZUKI(アルファ)、DJ
- 2月8日 - 古瀬絵理、元NHKアナウンサー
- 2月10日 - 長友光弘、お笑い芸人(響)
- 2月12日 - H是都M、ミュージシャン
- 2月18日 - 水嶋洋子、元ワンギャル
- 2月18日 - 城戸裕次、俳優
- 2月18日 - 熊谷俊人、政治家
- 2月20日 - 武内健、声優
- 2月20日 - 窪田淳、プロ野球選手
- 2月21日 - 酒井美紀、女優
- 2月23日 - 杉上佐智枝、日本テレビアナウンサー
- 2月23日 - 本橋由香、女優（+ 2024年）
- 2月25日 - 伊与田一範、元プロ野球選手
- 2月25日 - 常田真太郎、歌手(スキマスイッチ)
- 2月25日 - 中澤佑二、元サッカー選手（元日本代表キャプテン）
- 2月25日 - 宮崎京、ファッションモデル、女優
- 2月25日 - 桜月舞、AV女優
- 2月27日 - 金子恵美、タレント、元政治家。
- 2月28日 - 菊川怜、女優、タレント

### 3月
- 3月1日 - マシコタツロウ、作曲家、歌手
- 3月1日 - 野川さくら、声優
- 3月1日 - 上松範康、作曲家
- 3月2日 - 御船健、俳優
- 3月4日 - 笹峯愛、女優
- 3月8日 - 須藤元気、格闘家
- 3月8日 - 塚下兼吾、ミュージカル俳優
- 3月9日 - つぶらまひる、女優
- 3月9日 - 上村亮平、小説家
- 3月9日 - 澤井良輔、プロ野球選手
- 3月11日 - 神門光太朗、NHKアナウンサー
- 3月11日 - 本田俊介、NHKアナウンサー
- 3月11日 - EMI、ファッションモデル
- 3月12日 - 種村有菜、漫画家
- 3月13日 - 建みさと、タレント
- 3月14日 - 川岡大次郎、俳優
- 3月14日 - 佐藤弥生、ファッションモデル
- 3月15日 - 小林尊、フードファイター
- 3月15日 - 田村隆信、競艇選手
- 3月16日 - ささきうずまき、AV監督
- 3月17日 - ハタタケル、作家、デザイナー、ラジオパーソナリティ
- 3月18日 - 霜鳥典雄、大相撲力士
- 3月18日 - 竹下佳江、バレーボール選手
- 3月19日 - 杉村一樹、騎手
- 3月20日 - 引地洋輔、歌手(RAG FAIR)
- 3月20日 - 奥華子、歌手
- 3月20日 - 太田敦士、プロ野球選手
- 3月24日 - 持田香織、歌手(Every Little Thing)
- 3月24日 - 加藤武治、元プロ野球選手
- 3月25日 - 野仲美貴、タレント
- 3月27日 - 塙宣之、お笑い芸人(ナイツ)
- 3月27日 - よしたに、漫画家
- 3月28日 - 川口典子、お笑い芸人
- 3月28日 - 宇恵さやか、タレント
- 3月29日 - 小野澤宏時、ラグビー選手
- 3月30日 - 奥村政佳、歌手(ボイスパーカッション)(RAG FAIR)

### 4月
- 4月2日 - 森本英樹、ニブンノゴ!、お笑い芸人
- 4月3日 - 池田浩二、競艇選手
- 4月4日 - アベユウキ、ファッションモデル
- 4月5日 - 船山弓枝、カーリング選手
- 4月6日 - 中尾祐之、俳優、モデル
- 4月7日 - 宮越徹、プロ野球選手
- 4月8日 - 遠藤久美子、タレント、女優
- 4月8日 - DAIGO、歌手(BREAKERZ)
- 4月9日 - 天野浩成、俳優
- 4月9日 - 大原崇、声優
- 4月10日 - 春日井静奈、タレント、女優
- 4月10日 - 高木貴行、政治家
- 4月10日 - 中濱裕之、プロ野球選手
- 4月12日 - 石原剛、写真家
- 4月13日 - 西科仁、お笑い芸人、演出家
- 4月14日 - 村治佳織、クラシックギター奏者
- 4月15日 - 荒神直規、シンガーソングライター（元Naifu）
- 4月15日 - 渡辺隆、お笑い芸人（錦鯉）
- 4月18日 - 都築龍太、プロサッカー選手
- 4月19日 - 井上剛[Web 1]、声優
- 4月20日 - 佐藤輝幸、実業家
- 4月20日 - なめたらいかんぜよ。MARI、お笑い芸人
- 4月20日 - 梶原康司、プロ野球選手
- 4月21日 - 西本はるか、タレント
- 4月24日 - 岡山一成、プロサッカー選手
- 4月25日 - 北川愛里、元アナウンサー
- 4月25日 - 矢野諭、プロ野球選手
- 4月26日 - 麻井寛史、ミュージシャン、作曲家（the★tambourines、WAR-ED）
- 4月26日 - 立花慎之介、声優
- 4月27日 - 間下このみ、女優、写真家
- 4月27日 - 鈴木尚広、プロ野球選手
- 4月28日 - 渡辺えりか、元女子プロレスラー （+ 2018年）
- 4月29日 - 佐藤充、プロ野球選手
- 4月29日 - 桂福丸、落語家
- 4月30日 - 神田大介、プロ野球選手

### 5月
- 5月1日 - 原沙知絵、女優、タレント、元ファッションモデル
- 5月2日 - 宇野雅美、元プロ野球選手
- 5月3日 - 為末大、陸上選手
- 5月3日 - 高山智行、元プロ野球選手
- 5月4日 - 小野大輔[Web 2]、声優
- 5月5日 - 幕田賢治、元プロ野球選手
- 5月5日 - 鳥羽周作、料理人
- 5月6日 - 小野剛、元プロ野球選手
- 5月7日 - 原田健二、俳優
- 5月7日 - 河野昌人、プロ野球選手（+ 2017年）
- 5月8日 -  佐藤敦之、陸上競技選手
- 5月8日 - 川尻達也、総合格闘家
- 5月9日 - 大橋卓弥(スキマスイッチ)、歌手
- 5月10日 - 山井大介、元プロ野球選手
- 5月11日 - 潮丸元康、大相撲力士
- 5月11日 - 猪爪義治、プロ野球選手
- 5月12日 - 石黒彩、元モーニング娘。メンバー
- 5月12日 - 福田薫、お笑い芸人(U字工事)
- 5月12日 - 阿部真宏、元プロ野球選手
- 5月13日 - 間島淳司、声優
- 5月15日 - 井上康生、元柔道選手
- 5月15日 - 佐原秀樹、元サッカー選手
- 5月16日 - 小林優介、お笑い芸人(響)
- 5月16日 - 相木崇、元プロ野球選手
- 5月17日 - 渡邉恒樹、プロ野球選手
- 5月17日 - 山岸範宏、元サッカー選手
- 5月18日 - 矢野通、プロレスラー
- 5月20日 - 永井大、俳優
- 5月20日 - 山本舞衣子、フリーアナウンサー（元日本テレビ）
- 5月21日 - 吉見祐治、元プロ野球選手
- 5月21日 - 三浦貴、元プロ野球選手
- 5月23日 - 北嶋秀朗、元サッカー選手
- 5月24日 - 大川知英、ニブンノゴ!、お笑い芸人
- 5月26日 - 七尾藍佳、ラジオパーソナリティー
- 5月27日 - 山﨑賢太、元プロ野球選手
- 5月28日 - 山本省吾、元プロ野球選手

### 6月
- 6月1日 - 池田綾子、フリーシンガーソングライター
- 6月1日 - 玉野宏昌、プロ野球選手
- 6月2日 - 柳沼淳子、フリーアナウンサー
- 6月3日 - 森高一真、競艇選手
- 6月4日 - グローバー義和、ミュージシャン
- 6月4日 - 小林宏之、プロ野球選手
- 6月5日 - 駿河太郎、ミュージシャン、俳優
- 6月5日 - 草凪純、AV女優
- 6月5日 - いのくちゆか、声優
- 6月5日 - 近藤孝行、声優
- 6月7日 - TOMI、大道芸人・パフォーマー
- 6月7日 - 三浦敦子、女優
- 6月8日 - 三好貴士、プロ野球監督
- 6月10日 - 角田裕育、ジャーナリスト
- 6月12日 - 釈由美子、タレント・女優・元グラビアアイドル
- 6月13日 - 市川実日子、モデル・女優
- 6月13日 - 藤田瞳子、女優
- 6月13日 - 佐藤友亮、元プロ野球選手
- 6月13日 - 小山伸一郎、元プロ野球選手
- 6月15日 - 歌藤達夫、元プロ野球選手
- 6月16日 - 益子卓郎、お笑い芸人(U字工事)
- 6月17日 - 麻生久美子、女優
- 6月19日 - 谷井あすか、声優
- 6月20日 - 田久保修平、声優
- 6月24日 - 中村俊輔、元サッカー選手
- 6月25日 - 中尾美樹、元競泳選手
- 6月25日 - 好川菜々、元プロボクサー
- 6月27日 - 岩倉沙織、女優
- 6月29日 - 吉川昌宏、元プロ野球選手

### 7月
- 7月3日 - 武田和歌子、朝日放送テレビアナウンサー
- 7月3日 - 野口みずき、元マラソン選手
- 7月4日 - 村田雄介、漫画家
- 7月4日 - 安井正規、電子オルガン奏者・作編曲家
- 7月5日 - 伊藤雅子、お笑い芸人
- 7月7日 - 北田佳世、柔道選手
- 7月7日 - MISIA、歌手
- 7月7日 - 片岡明日香、歌手
- 7月9日 - 濱中治、元プロ野球選手
- 7月10日 - 小泉孝太郎、小泉元首相長男・俳優
- 7月10日 - 佐藤夕美子、女優
- 7月10日 - 武田勝、元プロ野球選手
- 7月10日 - 琴国晃将、元大相撲力士
- 7月10日 - 斎藤義典、野球選手
- 7月12日 - 石井義人、元プロ野球選手
- 7月14日 - 快児、お笑い芸人
- 7月16日 - 廣瀬麻衣、女優
- 7月17日 - 堂珍敦子、ファッションモデル
- 7月17日 - RAM RIDER、ミュージシャン
- 7月18日 - 吉村涼、女優
- 7月19日 - 原田篤、俳優
- 7月19日 - 松嶋クロス、AV監督
- 7月21日 - 岩崎恭子、元水泳選手、スポーツコメンテーター
- 7月22日 - 小郷知子、NHKアナウンサー
- 7月22日 - 長谷川京子、女優・モデル
- 7月22日 - 松宮麻衣子、元女優
- 7月23日 - 山本貴司、水泳選手
- 7月24日 - 千葉絢子、岩手めんこいテレビアナウンサー
- 7月24日 - 樋口麻美、ミュージカル女優
- 7月24日 - 相沢紗世、ファッションモデル
- 7月25日 - おいでやす小田、お笑い芸人
- 7月26日 - 川原洋二、ミュージシャン(Sound Schedule)
- 7月26日 - 斉藤梨絵、声優
- 7月27日 - 那須めぐみ、声優
- 7月27日 - 後藤光尊、元プロ野球選手
- 7月28日 - 徳重聡、俳優
- 7月28日 - 矢井田瞳、シンガーソングライター
- 7月28日 - 森野将彦、元プロ野球選手
- 7月29日 - ちゅうえい、お笑い芸人（流れ星☆）
- 7月30日 - 金谷剛、プロ野球選手

### 8月
- 8月1日 - 荒金久雄、プロ野球選手
- 8月1日 - 長坂秀樹、野球選手
- 8月4日 - 日野聡、声優
- 8月5日 - 尾形佳紀、プロ野球選手
- 8月7日 - 髙橋信二、元プロ野球選手
- 8月8日 - 桑谷夏子、声優
- 8月8日 - 白石美帆、女優、タレント
- 8月8日 - コカドケンタロウ、お笑いタレント（ロッチ）
- 8月9日 - G.G.佐藤、プロ野球選手
- 8月10日 - 勝浦正樹、中央競馬騎手
- 8月10日 - 山本智子、歌手
- 8月12日 - 栗原徹、ラグビー選手
- 8月12日 - 垣添徹、大相撲力士
- 8月12日 - 岩橋良昌、お笑い芸人（プラス・マイナス）
- 8月13日 - 稲嶺茂夫、プロ野球選手
- 8月14日 - 石原聡、ミュージシャン(GOING UNDER GROUNDメンバー)
- 8月15日 - 秋山竜次、お笑い芸人(ロバート)
- 8月15日 - 大橋未歩、テレビ東京アナウンサー
- 8月19日 - 河村和奈、元ワンギャル
- 8月21日 - 漆原裕治、靴の営業マン、SASUKE史上3人目の完全制覇者
- 8月22日 - 高以亜希子、タレント
- 8月24日 - 松井光介、プロ野球選手
- 8月26日 - 関本賢太郎、元プロ野球選手
- 8月29日 - 岩瀬敬吾、歌手
- 8月30日 - 吉沢悠、俳優
- 8月31日 - 堀内功太郎、建築家

### 9月
- 9月1日 - 山﨑貴弘、プロ野球選手
- 9月3日 - 大溝清人、お笑い芸人(バッドボーイズ)
- 9月4日 - 田丸麻紀、女優
- 9月5日 - 山本博、お笑い芸人(ロバート)
- 9月6日 - 澤穂希、元サッカー選手
- 9月6日 - 山下敬吾、囲碁棋士
- 9月6日 - 宮崎充登、プロ野球選手
- 9月9日 - パパ、YouTuber
- 9月10日 - 吉開清人、声優
- 9月11日 - まきのめぐみ、歌手
- 9月11日 - 船津未帆、女優
- 9月12日 - 重成一人、ボートレーサー
- 9月13日 - 赤平大、フリーアナウンサー
- 9月13日 - 石橋奈美、元ワンギャル
- 9月13日 - 佐田正樹、お笑い芸人(バッドボーイズ)
- 9月13日 - 松田大作、騎手
- 9月14日 - 竹内香苗、フリーアナウンサー
- 9月14日 - 華王錦武志、大相撲力士
- 9月15日 - 山崎ナオコーラ、小説家
- 9月15日 - KLUTCH、MC(ET-KING)
- 9月17日 - なかやまきんに君、お笑い芸人
- 9月18日 - 森薫、漫画家
- 9月18日 - 河野丈洋、ミュージシャン(GOING UNDER GROUND)
- 9月19日 - 中村泰広、プロ野球選手
- 9月19日 - 山田秋親、プロ野球選手
- 9月20日 - 若林正恭、お笑い芸人(オードリー)
- 9月21日 - 四元奈生美、プロ卓球選手
- 9月22日 - 羽田実加、タレント
- 9月22日 - 五味隆典、総合格闘家
- 9月23日 - ニッチロー'、ものまねタレント
- 9月24日 - 曽山一寿、漫画家
- 9月25日 - 前川勝彦、プロ野球選手
- 9月26日 - 沢木まゆみ、元AV女優
- 9月26日 - 井田寛子、気象予報士
- 9月27日 - 有銘兼久、プロ野球選手
- 9月29日 - 河合ふゆみ、元タレント
- 9月30日 - 菅沼久義、声優
- 9月30日 - 小山宙哉、漫画家

### 10月
- 10月1日 - 直弘龍治、バレーボール選手、ビーチバレー選手
- 10月1日 - 堤太輝、お笑い芸人（どりあんず）
- 10月1日 - 内田ナナ、モデル
- 10月2日 - 新井田豊、ボクサー
- 10月2日 - 浜崎あゆみ、歌手
- 10月3日 - 安美錦竜児、大相撲力士
- 10月4日 - 相沢まみ、AV女優
- 10月4日 - 平井英一、野球選手
- 10月4日 - 吉崎勝、プロ野球選手
- 10月7日 - 木元邦之、プロ野球選手
- 10月7日 - 三東洋、プロ野球選手
- 10月8日 - 中山エミリ、女優・タレント
- 10月8日 - 村西辰彦、プロ野球選手
- 10月10日 - 阿川陽志、AV男優
- 10月11日 - 近藤公園、俳優
- 10月11日 - ドグマ風見、ネットタレント
- 10月12日 - 土屋伸之、お笑い芸人(ナイツ)
- 10月12日 - 城雅子、声優
- 10月13日 - 鳥羽潤、俳優
- 10月14日 - 武田久、プロ野球選手
- 10月14日 - アッシャー、シンガー、ダンサー、俳優
- 10月15日 - 清水あすか、女優
- 10月17日 - 黒沢宗子、森三中
- 10月17日 - 福良徹、プロ野球選手
- 10月18日 - 京野ことみ、女優
- 10月18日 - 白石稔、声優
- 10月18日 - 大野貴洋、プロ野球選手
- 10月19日 - 中島卓偉、歌手
- 10月19日 - 瀬川亮、俳優
- 10月19日 - 今村康成、騎手
- 10月20日 - 古川竜一(=TOKONA-X)、歌手（- 2004年）
- 10月20日 - 平野ノラ、お笑いタレント
- 10月21日 - 大江麻理子、テレビ東京アナウンサー
- 10月21日 - 乙一、小説家
- 10月23日 - 佐竹健太、プロ野球選手
- 10月24日 - 斉藤美絵子、ミュージカル俳優、バレエダンサー
- 10月25日 - 吉見宏明、プロ野球選手
- 10月27日 - 小西真奈美、女優、歌手、タレント
- 10月27日 - 鈴木大輔、ミュージシャン(day after tomorrow)
- 10月27日 - 勅使河原郁恵、元ショートトラックスピードスケート選手
- 10月30日 - 中冨伸一、オートバイレーサー
- 10月30日 - 小関英吾、オートバイレーサー
- 10月31日 - 杉崎美香、アナウンサー

### 11月
- 11月1日 - 国分博、元タレント
- 11月2日 - 田中毅、日本テレビアナウンサー
- 11月3日 - 武幸四郎、騎手
- 11月4日 - 阿部哲子、日本テレビアナウンサー
- 11月5日 - YUKINARI、歌手(元DA PUMPメンバー)
- 11月6日 - 小田茜、女優
- 11月7日 - 長瀬智也、元俳優・歌手(元TOKIOメンバー)
- 11月8日 - 岸田健作、タレント
- 11月10日 - 神田朱未、声優
- 11月10日 - ゴー☆ジャス、お笑いタレント、ネットタレント
- 11月15日 - 鈴木まりえ、タレント、歌手、声優
- 11月17日 - 堂珍嘉邦、CHEMISTRY、歌手
- 11月17日 - 宇野常寛、評論家、作家
- 11月20日 - 森圭介、日本テレビアナウンサー
- 11月20日 - BUCCI、MC(ET-KING)
- 11月21日 - 清水美智子（小松美智子）、テレビ愛知アナウンサー
- 11月21日 - オコチャ、お笑い芸人
- 11月24日 - 柏木もえ、ストリッパー
- 11月25日 - 椎名林檎、シンガーソングライター
- 11月25日 - 小笠原歩、元カーリング
- 11月26日 - 福山潤、声優
- 11月28日 - 八木早希、毎日放送アナウンサー
- 11月28日 - 橋本愛、タレント
- 11月28日 - 長塚智広、競輪選手
- 11月28日 - 吉野サリー、AV女優、ストリッパー
- 11月30日 - 鎌田祐哉、プロ野球選手

### 12月
- 12月3日 - 松橋拓二、元プロボクサー
- 12月4日 - 福之上真友、女優
- 12月4日 - 湯原麻利絵、タレント
- 12月4日 - 平子祐希、お笑い芸人（アルコ&ピース）
- 12月5日 - 金子絵里、ファッションモデル
- 12月5日 - 山村路直、プロ野球選手
- 12月7日 - 尾崎恵、声優、俳優
- 12月7日 - さとうやすえ、モデル
- 12月8日 - 四宮洋平、ラグビー選手
- 12月9日 - ISSA、歌手（DA PUMP）
- 12月9日 - 日下ちひろ、声優
- 12月10日 -  小出ミカ、女優
- 12月11日 - TENN、MC(ET-KING)（+ 2014年）
- 12月12日 - 片瀬まひろ、レースクイーン
- 12月12日 - 今野浩喜、俳優、元お笑いタレント（キングオブコメディ）
- 12月15日 - 高口公介、声優
- 12月16日 - 松田悟志、声優、俳優
- 12月17日 - 寺島よしき、予備校講師
- 12月18日 - 中内田充正、調教師
- 12月19日 - 河野明子、テレビ朝日アナウンサー
- 12月19日 - 中澤寛規、ミュージシャン(GOING UNDER GROUNDメンバー)
- 12月20日 - 村田一誠、騎手
- 12月21日 - 前川涼、漫画家
- 12月21日 - 伊藤彰、プロ野球選手
- 12月22日 - 松本素生、ミュージシャン(GOING UNDER GROUNDメンバー)
- 12月23日 - 矢田亜希子、女優
- 12月25日 - 村田和美、タレント
- 12月25日 - 高橋みゆき、元バレーボール選手
- 12月25日 - 上野裕平、プロ野球選手
- 12月26日 - 菅山かおる、バレーボール選手
- 12月26日 - 緒沢凛、女優
- 12月26日 - 並河健、政治家
- 12月29日 - 青山倫子、モデル・女優
- 12月29日 - あそどっぐ、お笑い芸人